# Möhippa
En möhippa, ursprungligen kallad mökväll, är en fest som av kvinnliga vänner anordnas för en kvinna som står i begrepp att gifta sig.
I Sverige är mökvällar kända sedan 1500-talets bondesamhälle. Mökvällen ägde rum kvällen före bröllopet då bruden badades och gjordes fin av unga kvinnor från byn. Ofta flödade spriten vilket gjorde att kyrkan ville förbjuda mökvällar. Traditionen med mökvällar i Sverige är äldre än svensexan, vilka först kallades "svenkvällar". De uppstod under 1600-talet i städernas borgerliga miljöer, bland exempelvis officerare och handelsmän.
Begreppet "möhippa" var inte etablerat i Sverige i början av 1900-talet. I en notis från 9 juni 1918 i Dagens Nyheter skriver en anonym kvinna: "Vi äro några feminina som har för vana att ha en liten hippa för våra väninnor innan de helt överger oss för en karls skull. Det maskulina namnet på en dylik tillställning är ju svensexa, men inte passar det." Sen följer ett antal förslag: "Mösexa, pigkalas, töshippa, jäntjunta, möhippa, jungfrusexa och fjällkolifej. Säg, är något av dessa fullt lämpligt och i så fall vilket?"
Traditioner kring möhippor har varit olika på olika platser och förändrats över tid. I Sverige kring 1950-talet var möhippan ofta en mycket lugn tillställning.[källa behövs] Brudens vänner kunde exempelvis överlämna presenter bestående av hushållsattiraljer som bruden kunde få användning av i sin nya roll som husmor.[källa behövs] Med ökad jämlikhet har möhippan ibland kommit att överta delar av svensexans äventyrliga format.
I Finland kallas de uppsluppna festligheterna före bröllopet, avskedet till statusen som ogift, oftast ”polttarit” (på finska) eller ”polttare” (på svenska) från tyskans Polterabend. Mer sällan används begreppen möhippa eller svensexa, som i Sverige.